# Umberto Colombo (calciatore)
Umberto Colombo (Como, 21 maggio 1933 – Bergamo, 26 ottobre 2021) è stato un calciatore italiano.
Legò il suo nome alla Juventus, club in cui militò per un decennio vincendo tre scudetti e assurgendo tra i protagonisti dell'epoca del Trio Magico. Vestì anche la maglia della nazionale.

## Caratteristiche tecniche
Fu un mediano sinistro che, grazie all'innato istinto d'inserimento, era solito tentare l'incursione in area per cercare il gol, mostrando altresì freddezza sottorete.

## Carriera

### Giocatore

#### Club
Dopo un biennio in prestito al Monza, esordì con la maglia della Juventus nel campionato 1954-1955, disputando 19 partite. Nell'edizione 1955-56 giocò 18 gare, per poi diventare titolare nell'annata 1956-1957 con 25 partite. Durante la stagione successiva vinse il suo primo scudetto, mettendo a referto 28 gare, tante quante quelle del campionato 1958-59. Nei tornei 1959-60 e 1960-61 mise in bacheca altri due scudetti, per un totale di 55 partite.
Al termine di quest'ultimo campionato, lasciò la squadra piemontese per approdare all'Atalanta. Disputò cinque stagioni con la maglia dei bergamaschi, trasformandosi da mediano a stopper con il compito comunque di costruire il gioco. Durante la permanenza a Bergamo, il 2 giugno 1963 contribuì alla vittoria del primo trofeo della storia orobica, la Coppa Italia, scendendo in campo anche nella finale del torneo.
Terminò la carriera in Serie B con il Verona.

#### Nazionale
Debuttò in nazionale il 29 novembre 1959, nel pareggio 1-1 tra Italia e Ungheria. Disputò poi altre due gare in azzurro, l'ultima il 13 marzo 1960 contro la Spagna di Alfredo Di Stéfano.

### Dopo il ritiro
Al termine dell'attività agonistica intraprese l'attività di assicuratore. Fu inoltre opinionista per l'emittente regionale Telelombardia, nel programma calcistico Qui studio a voi stadio.

## Statistiche

### Cronologia presenze e reti in nazionale
| Cronologia completa delle presenze e delle reti in nazionale ― Italia | Cronologia completa delle presenze e delle reti in nazionale ― Italia | Cronologia completa delle presenze e delle reti in nazionale ― Italia | Cronologia completa delle presenze e delle reti in nazionale ― Italia | Cronologia completa delle presenze e delle reti in nazionale ― Italia | Cronologia completa delle presenze e delle reti in nazionale ― Italia | Cronologia completa delle presenze e delle reti in nazionale ― Italia | Cronologia completa delle presenze e delle reti in nazionale ― Italia |
| Data                                                                  | Città                                                                 | In casa                                                               | Risultato                                                             | Ospiti                                                                | Competizione                                                          | Reti                                                                  | Note                                                                  |
| --------------------------------------------------------------------- | --------------------------------------------------------------------- | --------------------------------------------------------------------- | --------------------------------------------------------------------- | --------------------------------------------------------------------- | --------------------------------------------------------------------- | --------------------------------------------------------------------- | --------------------------------------------------------------------- |
| 29-11-1959                                                            | Firenze                                                               | Italia                                                                | 1 – 1                                                                 | Ungheria                                                              | Coppa Internazionale                                                  | -                                                                     |                                                                       |
| 6-1-1960                                                              | Napoli                                                                | Italia                                                                | 3 – 0                                                                 | Svizzera                                                              | Coppa Internazionale                                                  | -                                                                     |                                                                       |
| 13-3-1960                                                             | Barcellona                                                            | Spagna                                                                | 3 – 1                                                                 | Italia                                                                | Amichevole                                                            | -                                                                     |                                                                       |
| Totale                                                                |                                                                       | Presenze                                                              | 3                                                                     |                                                                       | Reti                                                                  | 0                                                                     |                                                                       |

## Palmarès

### Club
- Campionato italiano: 3

Juventus: 1957-1958, 1959-1960, 1960-1961
- Coppa Italia: 3

Juventus: 1958-1959, 1959-1960
Atalanta: 1962-1963